# Bahnhofstraße 8 (Grebenstein)

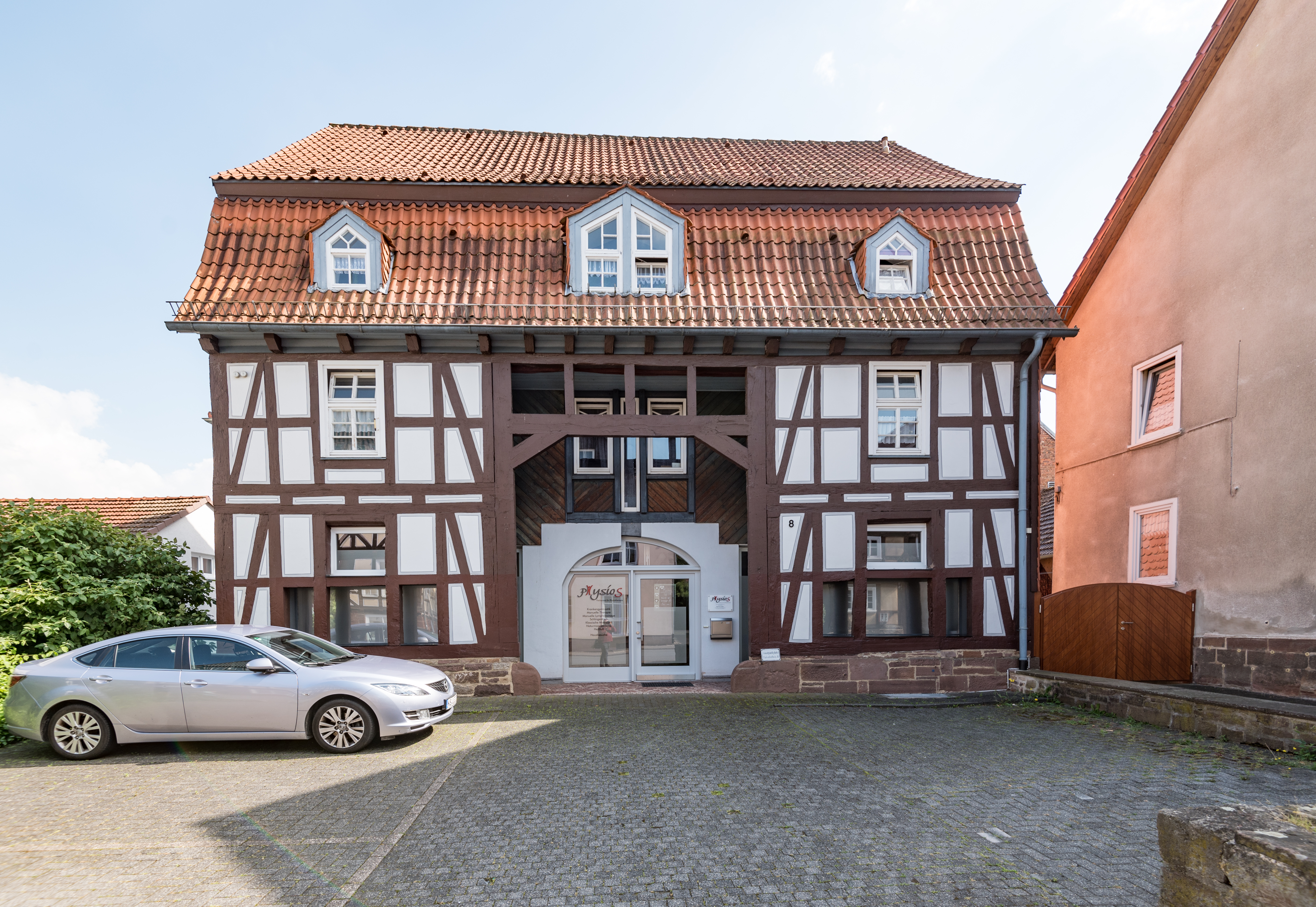
Fachwerkhaus Bahnhofstraße 8 in Grebenstein

Das Gebäude Bahnhofstraße 8 in Grebenstein, einer Stadt im Landkreis Kassel in Nordhessen, wurde im frühen 19. Jahrhundert errichtet. Das Fachwerkhaus ist ein geschütztes Kulturdenkmal.
Der zweigeschossige, traufständige Rähmbau mit Mansarddach hat in der Mitte eine ehemalige Tenneneinfahrt. 
In den späten 1970er Jahren erfolgte der Umbau mit Ladeneinbau im Erdgeschoss.